# اولنا سیدورنکو
اولنا سیدورنکو (انگلیسی: Olena Sydorenko؛ زادهٔ ۲۰ ژانویهٔ ۱۹۷۴) بازیکن والیبال اهل اوکراین است.